# Dark Horse (George-Harrison-Album)
Dark Horse ist das dritte Solo-Studioalbum von George Harrison nach der Trennung der Beatles. Gleichzeitig ist es einschließlich der beiden Instrumentalalben aus den 1960er Jahren und des Livealbums das insgesamt sechste Album Harrisons. Es wurde am 20. Dezember 1974 in Großbritannien und am 9. Dezember 1974 in den USA veröffentlicht.

## Entstehungsgeschichte

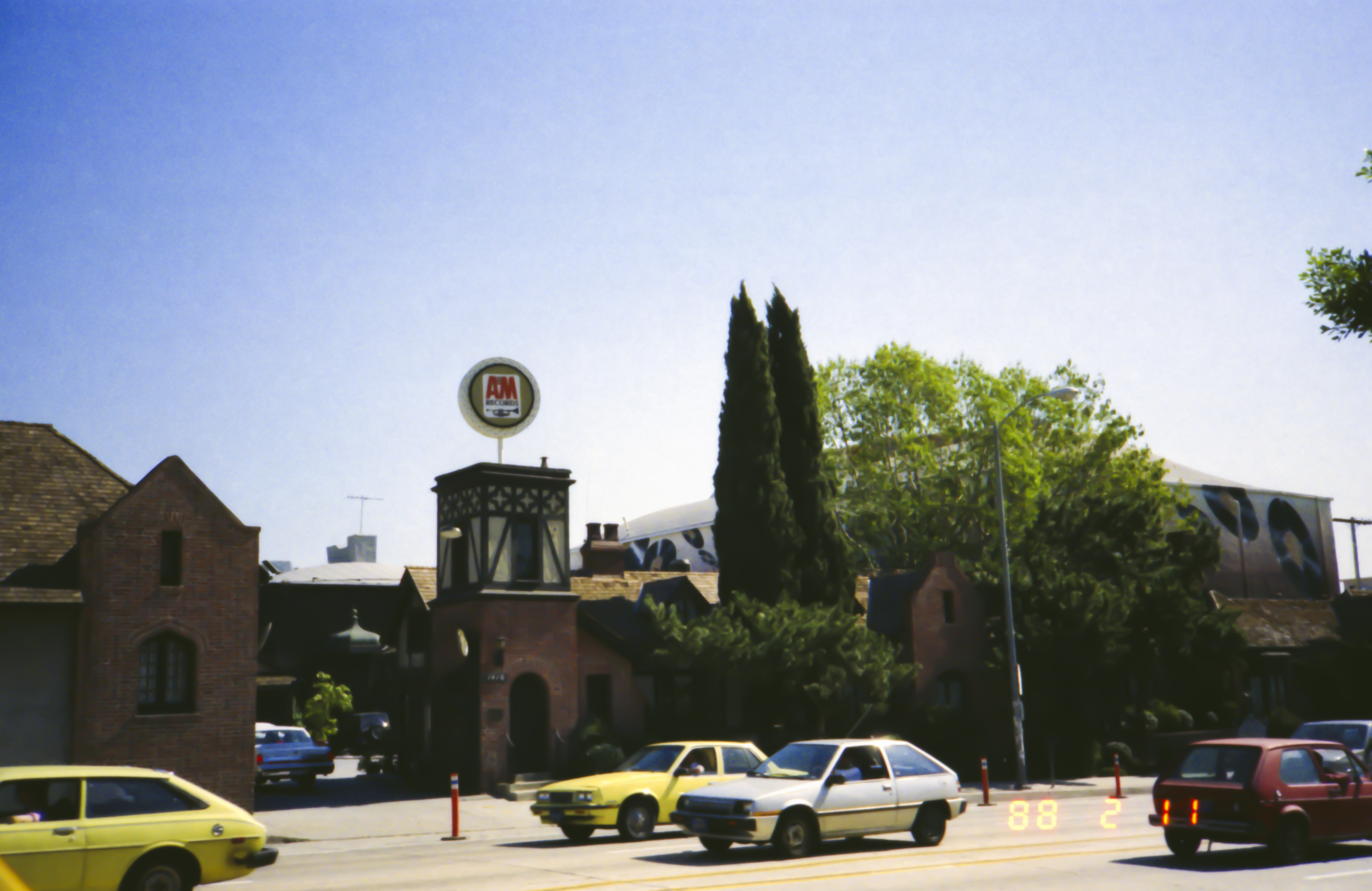
Eingang zu den A&M Studios in Los Angeles

Die Aufnahmen für Dark Horse fanden im November 1973, April 1974 sowie im Zeitraum August bis September 1974 statt. Zu dieser Zeit war George Harrison gleichzeitig mit der Durchführung mehrerer musikalischer und geschäftlicher Projekte beschäftigt. Außerdem fiel die Trennung des Ehepaars Harrison in diese Phase. Pattie Harrison begann eine Beziehung mit Eric Clapton, einem engen Freund von George Harrison. Harrisons Affäre mit Ringo Starrs Frau Maureen wurde von Boyd als Schlüsselkatalysator für die Trennung genannt. Die britische Presse brachte Harrison noch mit weiteren Affären in Verbindung. George Harrison sagte 1979 rückblickend über diese Periode: „Nachdem ich mich von Pattie getrennt hatte, ging ich ein bisschen auf die Piste, um all die Jahre, in denen ich verheiratet war, wiedergutzumachen. Ich war nicht bereit, den Anonymen Alkoholikern beizutreten oder irgendetwas – ich glaube nicht, dass ich so weit davon weg war – aber ich konnte gelegentlich eine Flasche Brandy (leer) zurückstellen, plus all die anderen ungezogenen Dinge, die herumfliegen.“
Im März 1974 produzierte George Harrison das Album Shankar Family and Friends in den A&M Studios in Los Angeles. Am 28. März 1974 gründete er OOPS Publishing um seine geschäftlichen Belange besser kontrollieren zu können. Am 23. Mai 1974 gründete er weiterhin sein eigenes Schallplattenlabel unter dem Namen Dark Horse Records, dessen Schallplattenproduktionen von A&M Records vertrieben wurden. George Harrison selbst war als Künstler vertraglich noch bis zum 26. Januar 1976 an Apple Records gebunden. Im September 1974 erschien das erste Album The Place I Love der Gruppe Splinter auf dem neuen Label. Bei diesem Album übernahm George Harrison die Produktionstätigkeit und spielte auch einen Großteil der Instrumente ein. Weiterhin produzierte Harrison am 23. September 1974 das Album von Ravi Shankar Music Festival from India, das in der Royal Albert Hall in London aufgenommen wurde.

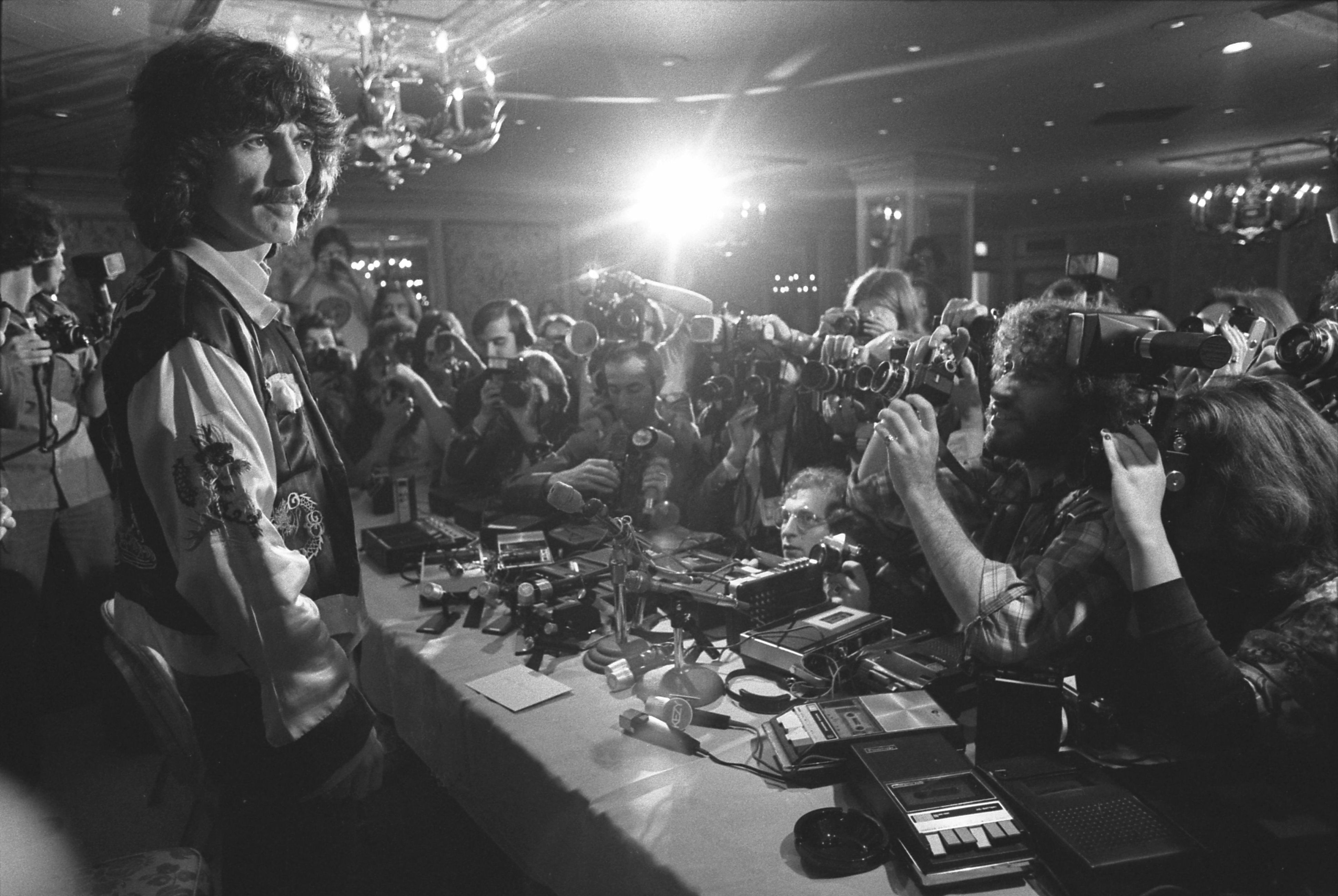
George Harrison während einer Pressekonferenz, 25. Oktober 1974

In dieser Zeit begann Harrison mit den Aufnahmen zu seinem eigenen Album. Negativ wirkte sich aus, dass Harrison unter einer Kehlkopfentzündung litt, worunter sein Gesang stark litt. Ein weiterer ungünstiger Umstand war, dass die Musiker unter Zeitdruck standen, da für Anfang November 1974 eine Nordamerika-Tournee angesetzt worden war und vorher noch Proben durchgeführt werden sollten. Harrison nahm lediglich drei Eigenkompositionen aus der Zeit mit den Beatles in die Setlist auf. Zwischen dem 3. November und 20. Dezember 1974 wurden 45 Konzerte in 26 Städten durchgeführt. Von der Tournee wurden lediglich zwei Aufnahmen veröffentlicht: For You Blue erschien im Februar 1988 auf Songs by George Harrison und Hari’s On Tour (Express) erschien im Juni 1992 auf Songs by George Harrison Two. Bei diesen beiden limitierten Veröffentlichungen handelt es sich jeweils um eine vier-Titel-EP mit Bildbänden, dessen sämtliche Exemplare von George Harrison unterschrieben wurden. Während der Tournee, am 13. Dezember 1974, besuchte Harrison unter anderen mit Billy Preston und Ravi Shankar den US-Präsidenten Gerald Ford.

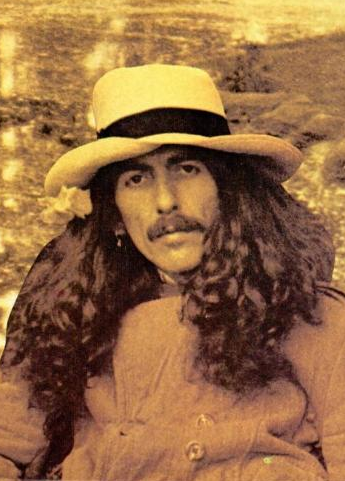
George Harrison, 1974

Das Album Dark Horse behandelte im Gegensatz zu Living in the Material World wesentlich weniger religiöse und philosophische Themen; so befasst sich lediglich It Is “He” (Jai Sri Krishna) ausschließlich mit der religiösen Ansicht von George Harrison. Ding Dong, Ding Dong behandelt den Jahreswechsel; während das Instrumentalstück Hari’s On Tour (Express) die Nordamerika-Tournee ankündigt. Für Bye Bye Love, einer Coverversion eines Liedes der Everly Brothers, schrieb Harrison einen neuen Text, in dem er sich mit der Trennung von seiner Ehefrau auseinandersetzte. So Sad wurde während der Trennungsphase geschrieben. Simply Shady beschreibt sein Singleleben. Der Titel Dark Horse wurde live eingespielt. Das Stück Far East Man schrieb Harrison gemeinsam mit Ron Wood. Woods Version des Lieds erschien schon im September 1974 auf dessen Album I’ve Got My Own Album to Do. Harrison änderte in seiner Aufnahme das Arrangement und den Text. Während der Dark Horse-Sessions nahm Harrison auch I Don't Care Anymore auf, eine One-Take-Solo-Performance auf einer 12-saitigen Gitarre. Es wurde im Dezember 1974 als B-Seite von Ding Dong, Ding Dong in Großbritannien veröffentlicht. Zwei Lieder, die während der Dark Horse-Aufnahmen begonnen wurden – Can't Stop Thinking About You und His Name Is 'Legs' (Ladies & Gentlemen) – wurden im folgenden Jahr fertiggestellt und auf Extra Texture (Read All About It) veröffentlicht.
Teile der Aufnahmen fanden in Harrisons eigenen Heimstudio F.P.S.H.O.T. (Friars Park Studio, Henley-on-Thames) statt. Fertiggestellt wurde das Album in den A&M Studios in Los Angeles.
Auf den Labeln der Langspielplatte ist die obere Hälfte des Gesichts von George Harrison und Olivia Arias, seiner damaligen Freundin und späteren Ehefrau, zu sehen.
Im Dezember 1974 wurde das Album in den USA mit Gold für 500.000 verkaufter Exemplare ausgezeichnet. In Großbritannien konnte sich erstmalig weder das Album noch die Single (Dark Horse) von Harrison in den Charts platzieren.

## Covergestaltung
Das Design des aufklappbaren Covers stammt von Tom Wilkes, die Fotos von Terry Doran. Das Frontcover zeigt ein künstlerisch verändertes Klassenfoto von George Harrison des Liverpool Institute aus dem Jahr 1956, zusammengestellt in einer Lotusblume mit dem Himalaya-Gebirge im Hintergrund. Der dreizehnjährige Harrison ist oben und in der Mitte der Schüler abgebildet, sein Gesicht ist blau getönt. Die Lehrer tragen eine Reihe von Motiven, unter anderem für die Labels Parlophone, Apple und Dark Horse. Der Kunstlehrer Stan Reid, den George Harrison mochte, trägt das Symbol ॐ (Devanagari Om). Die Innenseite des Klappcovers zeigt Harrison und den Schauspieler Peter Sellers bei einem Spaziergang an einem See auf dem Gelände des Friar Park.
Die Innenhülle enthielt Harrisons handgeschriebene Credits für das Album, einschließlich einer Reihe von Insiderwitzen und Referenzen.

## Titelliste
Alle Titel wurden von George Harrison geschrieben, soweit nicht anders vermerkt.
Seite 1
1. Hari’s on Tour (Express) – 4:43
2. Simply Shady – 4:38
3. So Sad – 5:00
4. Bye Bye Love (Felice Bryant, Boudleaux Bryant, George Harrison) – 4:08
5. Māya Love – 4:24

Seite 2
1. Ding Dong, Ding Dong – 3:40
2. Dark Horse – 3:54
3. Far East Man (George Harrison, Ron Wood) – 5:52
4. It Is “He” (Jai Sri Krishna) – 4:50

## Wiederveröffentlichungen
- Die Erstveröffentlichung im CD-Format erfolgte im Januar 1992 ohne Bonustitel. Der CD liegt ein achtseitiges bebildertes Begleitheft bei, das die Liedtexte beinhaltet.[5]
- Am 19. September 2014 wurde die CD, remastert, mit folgenden Bonustiteln wiederveröffentlicht:[6]
  - I Don’t Care Anymore – 2:44
  - Dark Horse (Early Take) – 4:25

Das Remastering erfolgte von Paul Hicks, Gavin Lurssen und Reuben Cohen in den Lurssen Mastering Studios. Die Bonusstücke wurden von Paul Hicks neu abgemischt. Das CD-Album hat ein aufklappbares Pappcover, dem ein 16-seitiges bebildertes Begleitheft beigegelegt ist, das Informationen von Kevin Howlett zum Album und die Liedtexte beinhaltet. Die CD befindet sich in einem Innencover, das der Originalinnenhülle des Vinylalbums nachempfunden ist. Das Design stammt von Darren Evans.

## Single-Auskopplungen

### Dark Horse
Als Vorabsingle erschien in den USA am 18. November 1974 Dark Horse / I Don’t Care Anymore. In Deutschland wurde im Dezember 1974 die Single Dark Horse / I Don’t Care Anymore veröffentlicht.
Als zweite britische Single erschien am 28. Februar 1975. Dark Horse / Hari’s on Tour (Express).
Im August 1977 wurde in den USA die Single Dark Horse / You wiederveröffentlicht.
Die Promotionsingle wurde in den USA wie folgt veröffentlicht: auf der A-Seite befindet sich die Mono-Version und auf der B-Seite die Stereo-Version der A-Seite der Kaufsingle.

### Ding Dong, Ding Dong
Am 25. Dezember 1974 wurde in den USA Ding Dong, Ding Dong / Hari’s on Tour (Express) als zweite Single des Albums veröffentlicht.
In Großbritannien erschien am 6. Dezember 1974 als erste Single-Auskopplung Ding Dong, Ding Dong, das auf der B-Seite I Don’t Care Anymore enthielt.
Im Februar 1975 wurde in Deutschland die Single Ding Dong, Ding Dong / Hari’s on Tour (Express) veröffentlicht.

## Kommerzieller Erfolg

### Chartplatzierungen

#### Album
| ChartsChartplatzierungen       | Höchstplatzierung | Wochen |
| ------------------------------ | ----------------- | ------ |
| Deutschland (GfK)              | 45 (1 Wo.)        | 1      |
| Österreich (Ö3)                | 10 (4 Wo.)        | 4      |
| Vereinigte Staaten (Billboard) | 4 (17 Wo.)        | 17     |

#### Singles
| Jahr | Titel                | Höchstplatzierung, Gesamtwochen, AuszeichnungChartplatzierungen (Jahr, Titel, , Platzierungen, Wochen, Auszeichnungen, Anmerkungen) | Höchstplatzierung, Gesamtwochen, AuszeichnungChartplatzierungen (Jahr, Titel, , Platzierungen, Wochen, Auszeichnungen, Anmerkungen) | Höchstplatzierung, Gesamtwochen, AuszeichnungChartplatzierungen (Jahr, Titel, , Platzierungen, Wochen, Auszeichnungen, Anmerkungen) | Anmerkungen |
| Jahr | Titel                | DE | UK | US | Anmerkungen |
| ---- | -------------------- | --- | --- | --- | ----------- |
| 1974 | Dark Horse           | DE46 (2 Wo.)DE | — | US15 (10 Wo.)US |             |
| 1974 | Ding Dong, Ding Dong | DE31 (5 Wo.)DE | UK38 (5 Wo.)UK | US36 (6 Wo.)US |             |

### Auszeichnungen für Musikverkäufe
| Land/Region                  | Auszeichnungen für Musikverkäufe (Land/Region, Auszeichnung, Verkäufe) | Verkäufe |
| ---------------------------- | ---------------------------------------------------------------------- | -------- |
| Vereinigte Staaten (RIAA)    | Gold                                                                   | 500.000  |
| Vereinigtes Königreich (BPI) | Silber                                                                 | 60.000   |
| Insgesamt                    | 1× Silber · 1× Gold ·                                                  | 560.000  |